# Морару, Марин

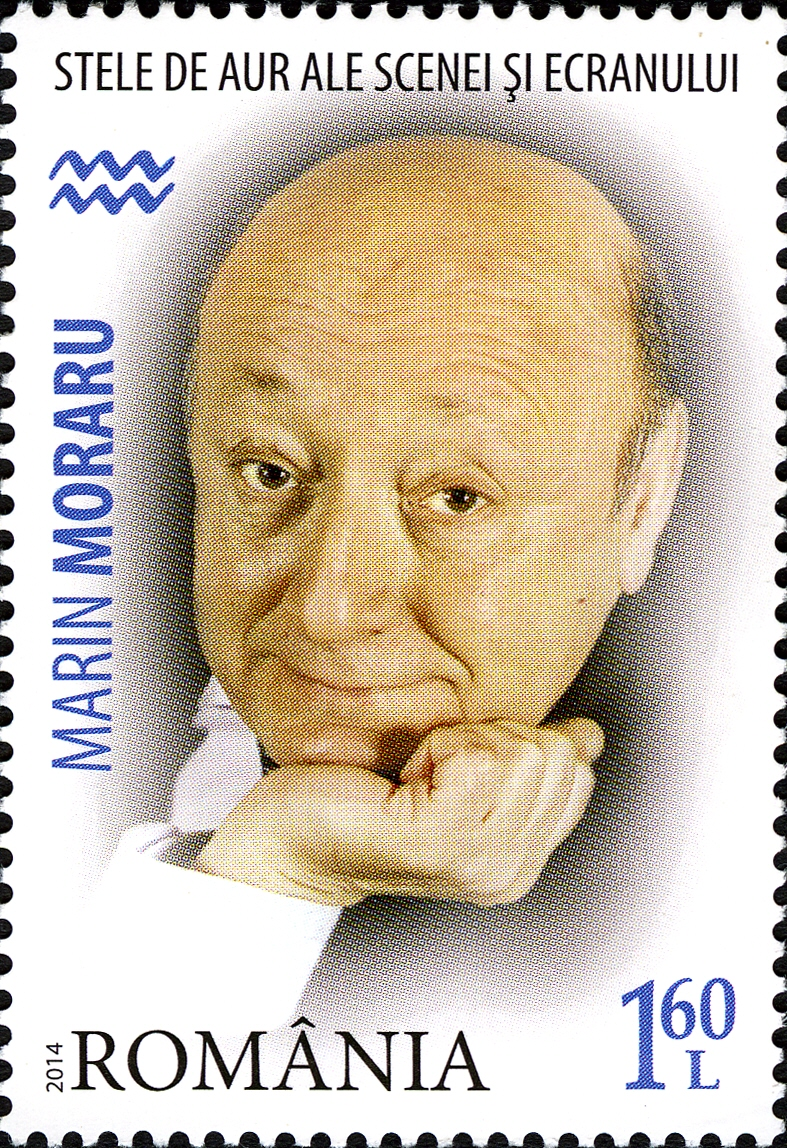
Марин Морару на почтовой марке Румынии 2014 г.

Марин Морару (рум. Marin Moraru; 31 января 1937, Бухарест — 21 августа 2016, там же) — румынский актёр театра, кино и телевидения, педагог.

## Биография
В 1961 году окончил Институт театра и кино «И. Л. Караджале» (IATC). В 1961—1964 годах играл на сцене Молодежного театра, в 1965—1968 годах — Театра комедии, 1968—1971 годах — Театра Буландра и в Национальном театре Бухареста (1971—1974).
Дебютировал в кино в фильме Дину Кочеа «Гайдуки» в 1965 году, играл в заметных фильмах 1970-х и 1980-х годов, таких как «Филипп Добрый», «Актёр и дикари». В 2007 года сотрудничал с телевидением, сыграв в пяти сериалах.
Снялся в 32 кино-, телефильмах и сериалах.
Шесть лет преподавал актёрское мастерство в Институте театра и кино И. Л. Караджале. Среди его учеников Михаэла Митраке.
В 2009 году получил премию Premiile Gopo (Gopo Awards) за жизненные достижения. В 2015 году премию Excellence Award на 14-м МКФ «Трансильвания».

## Избранная фильмография
- 2011—2012: На спор с жизнью
- 2010—2011: Мои восточные ночи — дядя Мохамед
- 2002: Аминь — фотограф
- 1984: Серебряная маска — Вылку
- 1983: Жестокий ринг — Том
- 1982: Драма в лесу — Санду
- 1975: Осень первокурсника
- 1975: Эликсир молодости — Драгомир Пынзару (озвучание — Рудольф Панков)
- 1974: Филипп Добрый
- 1974: Актёр и дикари
- 1973: Комиссар полиции обвиняет — Петреску, комиссар полиции
- 1972: Феликс и Отилия
- 1968: Похищение девушек
- 1967: Шкатулка с сюрпризом — Марин (озвучание — Ян Янакиев)
- 1967: Месть гайдуков
- 1965: Гайдуки — Дашкалу